# Retroversión de la soberanía de los pueblos

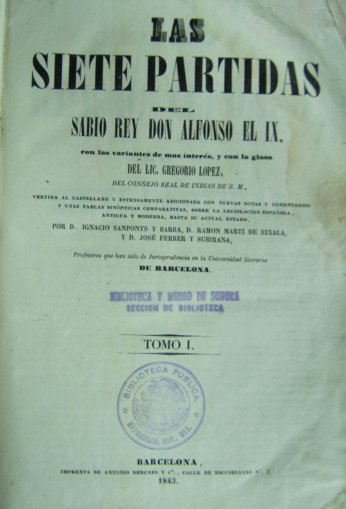
Ley de las Siete Partidas de Alfonso X, donde el monarca reconocía "el derecho a constituirse en junta"

La retroversión de la soberanía es una doctrina jurídica por la que en ausencia de una autoridad soberana es el pueblo el que reasume su soberanía y encarga el poder de gobernar a un organismo designado por el propio pueblo. Esta doctrina fue empleada por los «patriotas» para independizarse de la metrópoli española durante la Guerra de la Independencia Española.

## Antecedentes
Tras el Levantamiento del 2 de mayo contra la presencia francesa y su posterior extensión al resto de territorios españoles de la península ibérica, así como el conocimiento de las Abdicaciones de Bayona, propició la creación de una organización política para enfrentarse a los franceses, las Juntas provinciales acordaron crear una Junta Suprema Central como un remedio para dotar al país de un gobierno central con legitimidad y ante la imposibilidad de convocar unas Cortes Generales, las cuales correspondía la representación del reino. Esta Junta Central se estableció en septiembre de 1808 en Aranjuez y debido a la presión francesa se trasladó a Sevilla en diciembre de 1808. La creación de esta Junta Suprema, que con el título de Majestad y pretendiendo actuar en nombre de Fernando VII, también se preocupó por tener de su lado los territorios americanos de las tentativas del rey José Napoleón, así como paralizar la creación de juntas en territorio americano, enviando emisarios a América para hacer reconocer la Junta Suprema y reprimiendo esas tentativas (como en México, Montevideo, Quito, Chuquisaca o La Paz), así como reconociendo la igualdad política entre España y América por la Real Orden del 22 de enero de 1809.
Sin embargo, en medio del proceso para elegir representantes americanos la Junta Suprema de Sevilla, Sevilla fue tomada a finales de enero de 1810 ante el empuje de los ejércitos franceses, la Junta se había trasladado ya a Cádiz, nombró un Consejo de Regencia y de autodisolvió el 31 de enero. Una vez conocidos estos hechos, una parte de las autoridades americanas denegaron reconocimiento a este Consejo de Regencia de Cádiz, puesto que no consideraban que tenía representatividad alguna, que estaría tutelado en la misma ciudad de Cádiz y porque la ciudad no resistiría del sitio francés. Por tanto, imitando el precedente peninsular, se constituyeron juntas que no reconocían al Consejo de Regencia, y con la misma justificación de las juntas peninsulares de 1808, en cuanto suplían una autoridad central ausente.

## Definición
La retroversión de la soberanía es un principio en el derecho tradicional que se impone como solución a la Vacatio regis (ausencia del soberano). A través de esta doctrina la soberanía se trasladaba al Pueblo, aunque el concepto de Pueblo mutó su significado desde el Medioevo a la Edad Moderna. Sin embargo, en el tradicionalismo español no estaba prevista la posibilidad de que el pueblo pudiese ejercer la soberanía de forma propia ya que se trataba de una medida de necesidad urgente. La influencia desde el siglo XVI de Europa y luego de los Estados Unidos incorpora la idea del autogobierno del pueblo añadida a la solución tradicional española de recuperación de la soberanía frente a la Vacatio regis.
La Vacatio regis producto de las Abdicaciones de Bayona se consideró ilegítima en todo el imperio sin discusión. El Monarca no podía traspasar su patrimonio sin el consentimiento del reino (doctrina del pacto). De manera que las Juntas americanas obtuvieron su legitimidad no de la Vacatio regis, considerada ilegítima, sino de las leyes de las Siete Partidas, que reconocían "el derecho a constituirse en junta" a las personalidades principales de las ciudades por necesidad del "bien común". Según el derecho castellano, las juntas así constituidas obtenían una representación de la ciudad, provincia o reino. Además las leyes de Indias tenían previsto el derecho de los cabildos de constituir juntas de ciudades en caso de Vacatio legis del Consejo de Indias. Los cabildos podrían legislar por medio de juntas reunidas del reino.
Los cabildos en América, tras reasumir la soberanía, no tenían previsto quién sería el depositario de la misma. La Junta Central en España reconoció la concepción pluralista del imperio, y que recibía la soberanía que ostentaban los representantes de las soberanías depositadas en las juntas de los reinos. La Junta central marcó un punto de ruptura con el régimen centralista borbónico al repartir la soberanía con América al otorgar representación soberana a los pueblos americanos en la real orden de 22 de enero de 1809. Sin embargo la proporcionalidad de los representantes americanos fue ampliamente discutida.
Sobre la base de las leyes de las Siete Partidas, Ley 3º, título 15, Partida segunda el procurador del Cabildo de la ciudad de Santiago en Chile resuelve lo que debe practicarse:

Que es, juntarse todos los mayorales del reino,así como los prelados, los hombres ricos y los nobles, y jurando antes la guarda y honra de su señor, y bien común de la patria, elegir tales hombres que lo guarden.
 Dictamen del 14 de agosto de 1810 sobre acatamiento a la regencia.

Que se establezca una junta de gobierno,nombrándose los vocales que hayan de componerla por los mayorales del reino,así como los prelados y ricos hombres y los otros hombres buenos y honrados de las villas.
 Fundamentación de la Junta guvernativa 18 de septiembre 1810.

## Descripción del conflicto en Hispanoamérica

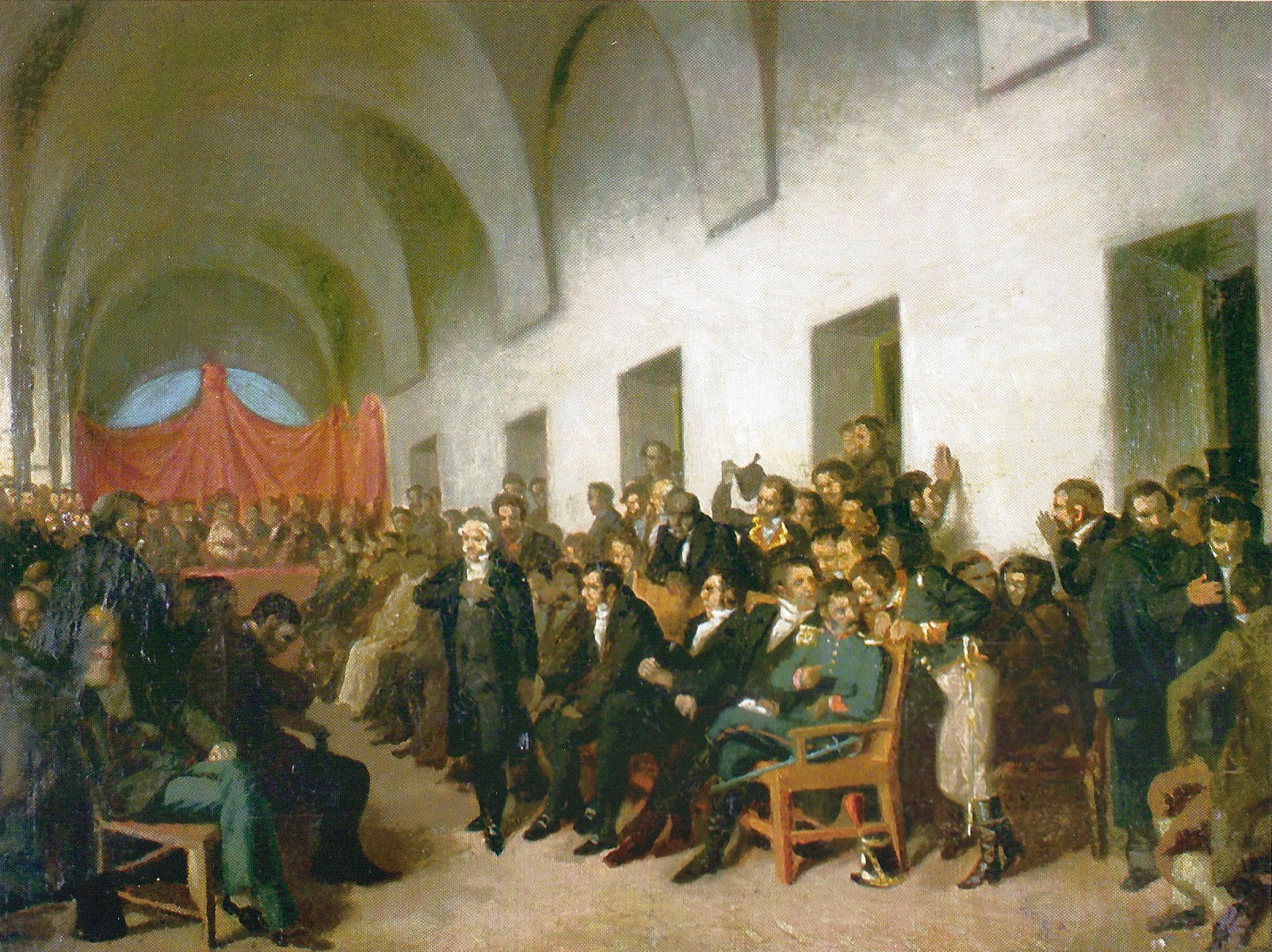
Cabildo abierto de Buenos Aires 1810

La Vacatio regis creó en América además una Vacatio legis contra la autoridad colonial de los funcionarios con nombramiento regio. La retroversión de la soberanía cuestionaba la autoridad virreinal. Por entonces el rey español Fernando VII había sido encarcelado y reemplazado por José Bonaparte, y en España se formaban juntas de gobierno que se atribuían la autoridad monárquica. El principio de retroversión de la soberanía establecía que en un caso así, al no encontrarse presente la autoridad legítima, la soberanía vuelve al pueblo, concretamente al Cabildo, que obtiene así el derecho de designar procuradores que forman una Junta. Dicho principio es un antecedente del concepto de soberanía popular, presente en la mayor parte de los ordenamientos jurídicos del mundo, por el cual el pueblo conserva siempre la soberanía.
El principio de la retroversión de la soberanía partía de la base de que los reinos americanos eran posesiones de la monarquía del rey de España independientes de otros reinos de España que, lo mismo que ellos, también estaban subordinados a la misma corona. Solo el rey podía mandar en ellas, ya sea directamente o a través de virreyes nombrados por él mismo. Este principio ya existía con anterioridad, y justificaba que los reinos de España y América tuvieran legislaciones diferenciadas. Pero esta tendencia al foralismo fue combatida por el centralismo de las reformas borbónicas en busca de una gestión más eficiente de las colonias americanas. Los tratadistas del derecho indiano sin embargo mantenían que eran reinos diferentes, unidos bajo una misma corona, y más tarde, la representación del imperio será plural tanto en la Junta Central como las cortes de Cádiz.
Con el aprisionamiento de Fernando VII de España y la ausencia de un sucesor legítimo, el criterio se usaba para justificar el autogobierno. La junta de Sevilla sin el consentimiento de las Juntas americanas tenía discutida autoridad para mandar en América o nombrar virreyes y otros funcionarios, ya que los americanos sostenían tener el mismo derecho que los peninsulares a autogobernarse y de volver a entregar la soberanía que habían recuperado en favor al rey legítimo ausente.

### Crítica a su aplicación en las Juntas Hispanoamericanas
Se arguye que los burgueses que hicieron las revoluciones hispanoamericanas trataron de justificar los actos, de dudosa legitimidad que estaban haciendo las Juntas de gobierno de Hispanoamérica, con lo que se enseñaba en las universidades coloniales (es decir, con la ortodoxia pública impregnada en la cultura de las masas católicas de la época), siendo natural a su espíritu del ala más conservadora el justificar la fundación de las juntas revolucionarias con un discurso basado, en lo estético y superficial, aparentemente en los principios escolásticos, mientras que de hecho, en lo esencial y sustancial, se estaba infiltrando las ideologías liberales que serían contradictorias al Escolasticismo. Siendo entonces esos discursos una propaganda que cubría sus verdaderas intenciones de independencia, tabula rasa, constituciones liberales y reforma ilustrada, que se evidenciaría con la Máscara de Fernando VII. Ante ello, se desafía la legitimidad de las juntas americanas con la práctica de la doctrina de la retroversión de poderes, en tanto que este principio siempre se complementaba con la idea de un pacto entre gobernados y gobernante (vasallaje), en el cual ambas partes convenían los derechos y deberes de las mismas, donde el poder mismo no reside principalmente en el pueblo, sino que es enajenado por el pueblo (quien mantiene la continuidad del poder de raíz como Sociedad política) y reside principalmente en el monarca como detentor principal, al que el pueblo entrega por completo el poder y renuncia al poder sin derecho a reclamarlo (mientras el pacto no se distorsione por incumplimiento del monarca con sus obligaciones a los Cuerpos intermedios controlados por el pueblo, o por factores externos como el caso de la Invasión napoleónica y la usurpacion bonapartista-afrancesada de los derechos reales de los Borbones españoles). Viéndose presente ese entendimiento en las Monarquías tradicionales que profesaban escolásticos medievales, como San Agustín (Digesta e Instituta del Imperio de Oriente), Lactancio, en el derecho germánico (sobre todo en el Sacro Imperio Romano Germánico y la Monarquía Austríaca), en la fórmula que se usaba en la coronación en las Cortes de Aragón, en Menegold von Lautenbach, Hincmaro de Reims, Santo Tomás de Aquino (Suma teológica), Juan de París, San Roberto Belarmino, Domingo de Soto, Menchaca, Covarrubias, Azpilcueta, Báñez, Salas, Castro, Molina, etc. En los reinos de España (incluido los Reinos de Indias), esto se daba en el juramento por parte del Rey de respetar los fueros del reino, junto a obligaciones de brindar servicios, y el juramento de fidelidad al Rey por parte de los gobernados para servir, junto a obligaciones de cumplir deberes. Pero los revolucionarios hicieron mal uso de la teoría de la traslación del poder de Dios a través del pueblo al gobernante (lo común en España y Europa en la Edad Media), en tanto que cuando se dio la cautividad del Rey Fernando VII, había un detentor legítimo del poder, la Junta Central, a quien el Rey había delegado su poder y que fue sucedida por la Regencia, como corresponde en una monarquía. Mientras en América, la sociedad civil tenía horror al vacío de poder tras las Abdicaciones de Bayona y no podía subsistir sin una autoridad por miedo a la anarquía, fue comprensible y fue legítimo, que en diferentes partes de la Península y América las autoridades que ya estaban constituidas de antes (como los Virreyes) asumieran el poder por una reversión de la soberanía al pueblo, provisoriamente hasta tener noticias más claras de lo que pasaba en España. Cuando las hubo, las juntas regionales en la Península y las autoridades formadas en Indias reconocieron a la Junta Central y devolvieron el poder (como paso en el Virreinato del Perú, donde no hubo ni una Junta de Gobierno bajo el gobierno de José Fernando de Abascal). Los revolucionarios, sin embargo, se arrogaron el poder real usurpándolo, con la excusa de que en España todo estaba perdido, a pesar de que existía aún un detentor legítimo del poder ya para los años de 1809 y 1810. Y la fundamentación fue la teoría de la traslación del poder, pero aplicada de mala fe. Las juntas de 1808 se proclamaron en todas partes "conservadoras" de los derechos de Fernando VII hasta que el mismo saliera de su cautiverio y pudiera retomar el poder conservado para él por el pueblo. Pero los revolucionarios de 1810 aprovecharon la ocasión de mayor incertidumbre para apoderarse ya definitivamente del poder, proclamando roto el pacto que unía a las provincias de Indias con la Corona de Castilla (sin legitimidad real). La teoría de la traslación indirecta del poder, a través del pueblo, fue usada por los revolucionarios para sus fines, y pronto sería arrojada y olvidada a favor de las nuevas ideologías ilustradas, en tanto que, a pesar de que el Rey estaba vivo, lo abandonaron, adelantándose a traicionarlo cuando podía volver a España y siendo plenamente conscientes que había una ley de sucesión, mantenida por el Virrey, y que si se extinguía esa rama, había otras con derecho (como se vio con el apoyo de los revolucionarios de mayo al Carlotismo o de algunos moderados a las Cortes de Cádiz y su constitución de dudosa legalidad), que sin embargo, prefirieron evitar para consolidar su régimen a través de traición y con influjo de las incompatibles ideas de Rousseau, donde el detentor principal del poder en el pacto con el rey es el pueblo a través de la soberanía popular como Contrato social (voluntarista), contra el pacto basado en el Derecho natural (Intelectualismo Tomista). 
Autores escolásticos actuales, con respecto a la ilegitimidad de los argumentos de las Juntas Americanas como "pseudo-escolasticistas", son Miguel Ayuso, Carlos Stoetzer y el historiador Carlos Ferri Rodríguez .